# CSF Spartanii Sportul
Clubul de Fotbal Spartanii Sportul Selemet, comúnmente conocido como CSF Spartanii Sportul o simplemente Spartanii, es un club de fútbol moldavo con sede en Selemet, Moldavia. Juegan en la Superliga, el nivel más alto del fútbol moldavo.
Fundado en Selemet en marzo de 2018, CSF Spartanii es una continuación del equipo CF Sparta de la misma localidad, que en el pasado jugó en Divizia A y Divizia B.

## Historia
- 2011 - fundación como CF Sparta Selemet
- 2018 - rebautizado como CSF Spartanii Selemet

## Palmarés
- Liga 2 de Moldavia

campeón (2): 2015-16, 2018

## Temporadas
| Temporada | Div.            | Pos.  | PJ | PG | PE | PP | GF | GC | Pts | Copa                     | Goleador (Liga)       | Notas                                |
| --------- | --------------- | ----- | -- | -- | -- | -- | -- | -- | --- | ------------------------ | --------------------- | ------------------------------------ |
| 2011–12   | Divizia B (Sur) | 10/10 | 18 | 2  | 4  | 12 | 20 | 43 | 10  | Segunda ronda preliminar |                       |                                      |
| 2012–13   | Divizia B (Sur) | 7/7   | 12 | 2  | 2  | 8  | 12 | 25 | 8   | Segunda ronda            |                       |                                      |
| 2013–14   | Divizia B (Sur) | 7/9   | 16 | 4  | 0  | 12 | 15 | 39 | 12  | Segunda ronda preliminar |                       |                                      |
| 2014–15   | Divizia B (Sur) | 7/10  | 18 | 7  | 2  | 9  | 34 | 29 | 23  | Primera ronda            |                       |                                      |
| 2015–16   | Divizia B (Sur) | 1/8   | 14 | 10 | 2  | 2  | 39 | 15 | 32  | Segunda ronda preliminar |                       | Ascendido                            |
| 2016–17   | Divizia A       | 6/15  | 28 | 13 | 2  | 13 | 51 | 61 | 41  | Octavos de final         |                       |                                      |
| 2017      | Divizia A       | 4/13  | 17 | 7  | 6  | 4  | 38 | 33 | 27  | Octavos de final         |                       | Retirado de la liga                  |
| 2018      | Divizia B (Sur) | 1/7   | 12 | 10 | 0  | 2  | 36 | 16 | 30  | Octavos de final         |                       | Ascendido                            |
| 2019      | Divizia A       | 3/15  | 28 | 20 | 2  | 6  | 72 | 28 | 62  | Primera ronda            | Octavian Onofrei (29) | Clasificado al play-off de promoción |

## Estadio
El estadio de CSF Spartanii es el Selemet Stadium, un estadio específico de fútbol en Selemet, del distrito de Cimislia. Fue inaugurado en 1980. El estadio tiene una superficie de juego de césped natural y su capacidad es de 500 personas.